# Antitau
L'antitau ou antitauon, noté τ+, est l'antiparticule du tau.